# Zurich Pride Festival

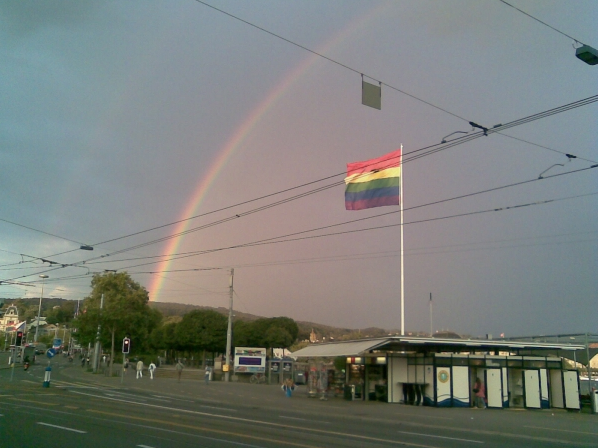
Die Regenbogenfahne am Bürkliplatz

Das Zurich Pride Festival, vormals bis 2009 CSD Zürich, ist ein jährlich stattfindendes Festival in Zürich, an dem im Juni ein mehrtägiges Rahmenprogramm mit Fachtagungen, kulturellen Anlässen, Open-Air-Konzerten und einer Demonstration für die Rechte von Schwulen, Lesben, Bisexuellen, Menschen mit Transidentität, Intergeschlechtlichen und Queers. Es ist der grösste LGBTQIA+ Event der Schweiz.

## Geschichte

### 1994–1998
Der CSD Zürich wurde am 25. Juni 1994 das erste Mal durchgeführt. Die Feste fanden teilweise hinter dem Landesmuseum, beim Theaterhaus Gessnerallee, auf dem Zeughausareal oder dem Turbinenplatz statt. Von dem zuerst einfachen Demonstrationszug und Festareal verwandelte sich der CSD mit den Jahren in ein Festival mit Rahmenprogramm. 1995 wurde der Verein CSD Zürich gegründet.

### 1999: «30 Jahre Stonewall – gleiche Rechte jetzt!»
Der CSD Zürich feierte den dreissigsten Jahrestag der Stonewall-Krawallen. Das Motto lautete «Gleiche Rechte jetzt!». Als Redner traten auf: die damalige Basler Nationalrätin Margrith von Felten und der FDP-Kantonsrat Hans-Peter Portmann. Auf der Hauptbühne des Platzspitz moderierte Valentino, der damalige Mr. Gay, ein Kulturprogramm, bei dem u. a. Tara LaTrash und weitere Zürcher Persönlichkeiten auftraten.

### 2000: «lesbisch-schwul-bi-national»
Die Situation gleichgeschlechtlicher Paare, in dem ein Partner ausländischer Nationalität ist, war im Jahr 2000 das Thema am CSD Zürich. Dabei wurde eine registrierte Partnerschaft gefordert, damit die Partnerin oder der Partner zu einer Aufenthalts- und Arbeitsbewilligung in der Schweiz kommen kann. Das Kulturprogramm musste in letzter Minute vom Platzspitz auf das Zeughausareal verlegt werden. Dort trat u. a. Nella Martinetti auf.

### 2001: «Work together»
Das Motto des CSD Zürich von 2001 war «work together». Es sollte damit auf die Situation von Lesben und Schwulen am Arbeitsplatz aufmerksam gemacht werden. So wurde beispielsweise auf Diskriminierungen (Mobbing oder Nichtbeförderung) hingewiesen. Bekannter Redner auf dem Helvetiaplatz war der damalige Schweizer Bundespräsident Moritz Leuenberger. Auf der Hauptbühne hatte die Schweizer Sängerin Maja Brunner einen Auftritt.

### 2002: «We are family»
Im Jahr der Familie macht auch der CSD Zürich die Familie zum Motto. Es lautete «We are family». Thematisiert wurde einerseits die Familie, in der Lesben und Schwule aufgewachsen sind, andererseits die neuen, unkonventionellen Familien, in denen sie leben. Redner auf dem Helvetiaplatz war der Zürcher Stadtpräsident Elmar Ledergerber. Auf der Hauptbühne trat das spanische Duo Baccara auf.

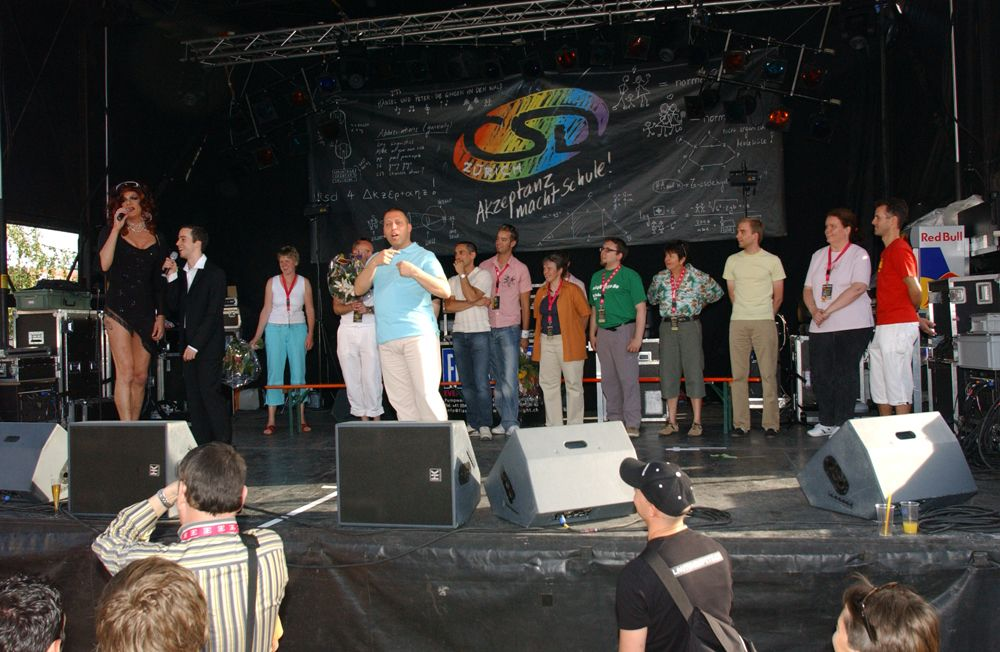
Bühne auf dem Turbinenplatz bei der Stonewall-Award-Verleihung

### 2003: «landauf – stadtab»
Mit diesem CSD wurde darauf hingewiesen, dass es eine lesbisch-schwule Realität jenseits der Metropolen gibt. Man wollte auf Missstände in der Akzeptanz schwullebischer Lebensweise auf dem Land hinweisen, die in der Stadt längst ausgeräumt waren. Die Redner waren ein Kantonalparlamentarier aus ländlichen Gebieten. Gast auf der Hauptbühne war Tina Charles.

### 2004: «Rights Now! – Lesben und Schwule weltweit»
Das Motto von 2004 lautete «Rights Now!». Erstmals fand der CSD Zürich schon Anfang Juni statt und trotz trüben Wetters kamen Tausende an den Umzug und zum anschliessenden Fest, das neu auf dem Turbinenplatz im Kreis 5 stattfand. Auf der Hauptbühne trat die britische Sängerin Samantha Fox auf. Zum ersten Mal wurde ein ökumenischer Gottesdienst gefeiert, der ab diesem Zeitpunkt zum festen Rahmenprogramm des Festivals wurde. Dieser wird von der evangelisch-reformierten Landeskirche des Kantons Zürich, von der römisch-katholischen Kirche im Kanton Zürich und ab 2009 auch von der christkatholischen Kirchgemeinde Zürich mitgetragen.

### 2005: «Go For yes!»
Das Motto dieses Festivals war «Go For yes!». Einen Tag vor der nationalen Abstimmung über das Partnerschaftsgesetz wurde vom CSD die Zustimmung gefordert. Auf dem Helvetiaplatz sprachen Nationalrätin Doris Leuthard (CVP) und SP-Regierungsrat Markus Notter. Am Umzug werden ungefähr 8'000 Leute gezählt und das Fest auf dem Turbinenplatz wurde von der schwedischen Gruppe Alcazar musikalisch unterstützt.

### 2006: «Akzeptanz macht Schule»

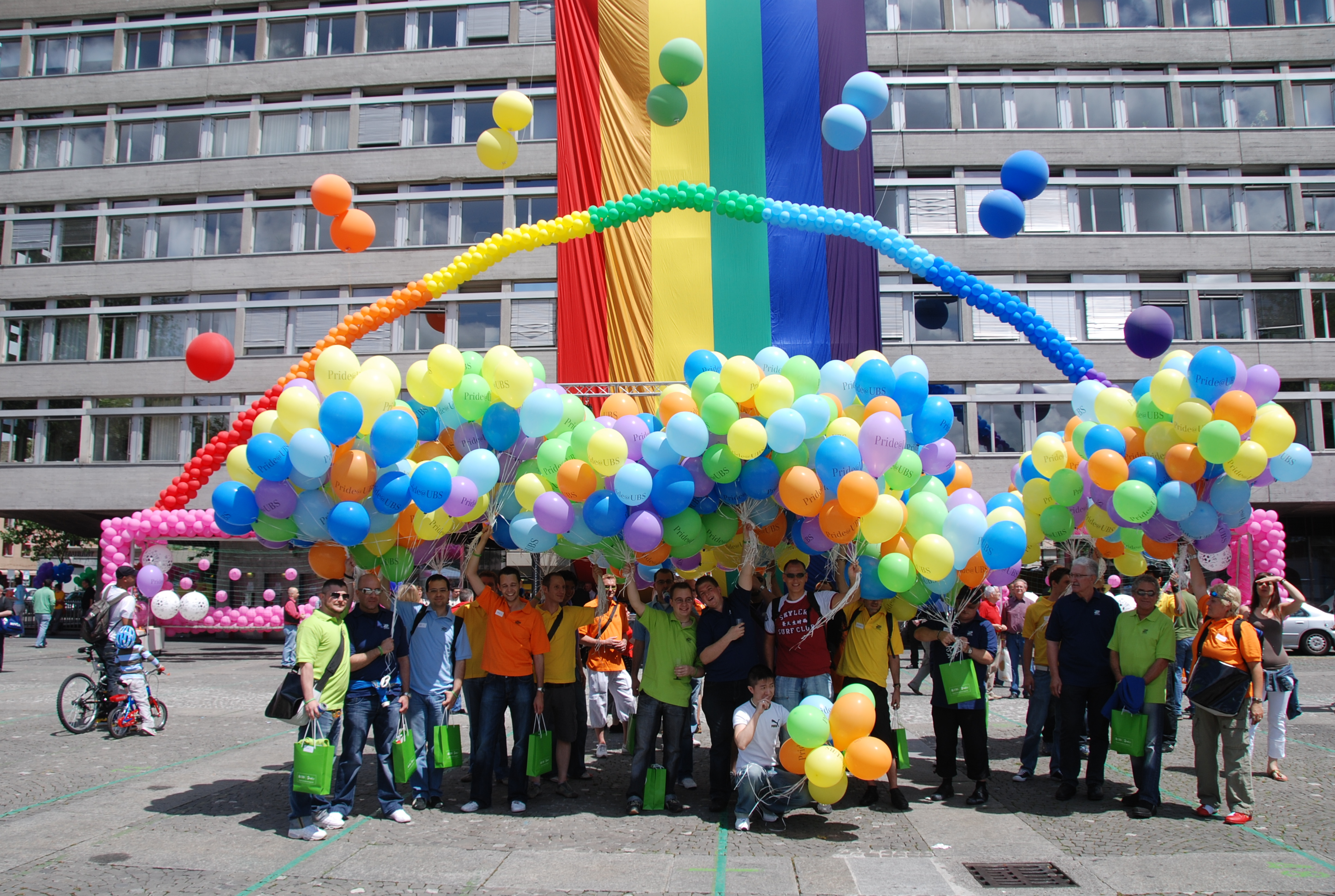
Verwaltungsgebäude Helvetiaplatz

Ein Motto, das in erster Linie Schulen und die Politik dazu auffordert, Homosexualität in der Schule zu enttabuisieren, das Thema in die Lehrmittel aufzunehmen und gleichgeschlechtliche Lehrkräfte voll zu akzeptieren. Aber auch Eltern werden dazu ermutigt, der Homosexualität der Tochter oder des Sohnes wertfrei zu begegnen. Der CSD Zürich führt einige Neuerungen ein: Neben zwei politischen Reden wurde mit Patrick Frey ein Bühnenkünstler eingeladen, seine persönliche Sicht darzulegen. Die Parade war die grösste bisher in der Geschichte des CSD Zürich. Am Abend gab es noch eine eigene CSD-Party.

### 2007: «Bekenne Dich!»
Der CSD von 2007 forderte die Lesben und die Schwulen dazu auf, sich zu ihrer sexuellen Ausrichtung zu bekennen und damit die gesellschaftliche Akzeptanz dieser Lebensweise zu fördern. Als Redner wurde der Klaus Wowereit (Regierende Bürgermeister von Berlin) eingeladen, der mit seinem öffentlichen Bekenntnis vor seiner Wahl zu einer Vorbildfunktion werden könnte. Zusätzlich wurde am CSD die Schliessung von Darkrooms durch die Stadt Zürich kritisiert. Als Symbol wurde mit einem schwarzen Sarg das Zürcher Nachtleben zu Grabe getragen.

### 2008: «Offside & mittendrin»
Eine Woche nach dem CSD Zürich startet in der Schweiz und Österreich die Fussball-Europameisterschaft. Die Nähe zum grössten Sportfest, wurde von den Organisatoren des CSD als Chance und Herausforderung gesehen. Sie wollten aufmerksam machen, dass die Homosexualität im Fussball immer noch stark tabuisiert wurden. Als Symbol wurden zwei mit rosa Ballonen geschmückte Fussballtore durch die Stadt gezogen. Wie bereits in den Jahren zuvor, konnte die Teilnehmerzahl am Demonstrationsumzug gesteigert werden.

### 2009: «Europride Zürich»
Der CSD wurde diesmal im Rahmen der Europride durchgeführt, die zum ersten Mal in der Schweiz stattfand. Knapp 50'000 Menschen nahmen an der grossen Parade teil und demonstrierten am 6. Juni für ihre Rechte «Your rights are my rights», rund 100.000 Menschen säumten den Strassenrand. Mit 24 Festwagen und 25 Vereinen war es die längste Parade, die es je in Zürich gab. Tausende Besucher liessen sich am zweitägigen Stadtfest von Zürich verzaubern. Über 50 mobile Sterne leuchteten über den Strassen des Festgeländes. Die Stadt Zürich wurde mit Regenbogenfahnen in der Innenstadt und auf Trams und Bussen geschmückt. die Besucher kamen aus der ganzen Schweiz, aus Europa und aus Übersee. Das Rahmenprogramm der Europride dauerte fünf Wochen. Insgesamt standen 218 Veranstaltungen auf dem Programm. Davon wurden 70 Filme gezeigt und 51 kulturelle Veranstaltungen sowie 51 Partys fanden statt. Viele Veranstaltungen wie beispielsweise Pink Apple oder der Warme Mai waren ausverkauft. Am Sportwochenende kämpften mehr als 300 Athleten aus der ganzen Schweiz und Europa um Medaillen. Bei den politischen Diskussionen konnte eine ganze Bandbreite an Themen diskutiert werden, beispielsweise die Familiensituation von Lesben und Schwule, Soziale Vielfalt bis hin zum ersten Gay and Lesbian Economic Forum in der Schweiz.

Open Air Gelände Schiffbaustrasse

An der Europride fand das erste internationale Tanzturnier seit den EuroGames 2000 statt. Ebenso wurde eine Website zur Geschichte von Schwulen in der Schweiz aufgeschaltet. Es wurde zusätzlich ein zweitägiges Stadtfest mit drei Bühnen in der Mitte von Zürich durchgeführt.
Im Jahr der Europride wurde im November der Trägerverein Gay Pride – Christopher Street Day Zürich einer Rundumerneuerung unterzogen. Neben der Totalrevision der Statuten, erhielt der Verein auch einen neuen Namen, nämlich «Zurich Pride Festival». Auch das vorher bekannte Doppelpräsidium endete. Das Konzept für ein Festival in Zürich basiert auf den vergangenen CSD-Veranstaltungen kombiniert mit den Erfahrungen der Europride 2009.

### 2010: «Do Ask – Do Tell»
Über vier Tage verteilt wurde 2010 ein kulturelles und politisches Programm geboten, in dem für mehr Toleranz und Akzeptanz in der Gesellschaft geworben wurde. Auf dem Turbinenplatz fanden sich zahlreiche Informationsstände und die grosse Hauptbühne. Das anschliessende Seizareal beherbergte die Kulturbühne und weitere Stände von Organisationen und Institutionen. Am Samstag fand die Demonstration statt. Die Route startete bei der Hafenanlage Enge und führte um das Seebecken bis zur Bellerivestrasse. Unter dem Motto «Do Ask – Do Tell» forderte das Festivalkomitee zu mehr Kommunikation zwischen den unterschiedlichen Gruppen innerhalb der Gesellschaft auf.

### 2011: «Live with The Difference – Vivre avec la différence»
Die Thematik Anti-Diskriminierung und eine gesundheitsorientierten Ausrichtung des Festivals war Anlass zum Motto «live with the difference – vivre avec la différence» für die Zurich Pride-Session 2011. Es nahm sich dem von den Dachverbänden Pinkcross und LOS lancierten Kampf gegen die Diskriminierung an. Das Motto versteht sich als Aufforderung, die Unterschiede Anderer zu tolerieren und zu akzeptieren, aber auch mit dem eigenen Anderssein zu leben. Dabei bezieht sich dies nicht nur auf die sexuellen Ausrichtungen, sondern auf sämtliche Diversitäten in unserer Gesellschaft.
Mit den politischen Reden, der Zürcher Stadtpräsidentin Corine Mauch, dem Zürcher Polizeivorsteher Daniel Leupi, dem Ständerat Felix Gutzwiller und Zürcher Gesundheitsdirektor Thomas Heiniger konnte hochrangige politische Vertreter auf der Hauptbühne begrüsst werden. Die ca. 35'000 Besucher erlebten ein Festival, mit vielen Künstlern, einem Demonstrationsumzug durch die Zürcher Innenstadt und vielen Informationsständen.

Bundesrätin Simonetta Sommaruga

### 2012: «Welcome To Reality»
Eine hohe Auszeichnung für dieses politische Festival war der Auftritt der Bundesrätin und Vorsteherin des Eidgenössischen Polizei- und Justizdepartement (EJPD) Frau Simonetta Sommaruga. Sie war als politische Rednerin auf der Hauptbühne aus dem Bundeshaus angereist.
Das Motto «Welcome to Reality» (zu Deutsch: «Willkommen in der Realität») soll aufwecken, aufzeigen und den Blick zu den heutigen Problemen lenken, denn es gibt noch in der Schweiz und dem Rest der Welt Diskriminierungen und Übergriffe auf Mitglieder der LGBTI-Community. Es geht sogar so weit, dass es manche Staaten die LGBTI Menschen wegsperren, foltern und hinrichten. Gemeinsam mit Queeramnesty Schweiz und der Uganderin Kasha J. Nabagesera wurde die Öffentlichkeit mit diesem Thema konfrontiert.
Es war ein sehr sonniges und warmes Open Air auf dem Zürcher Turbinenplatz im Kreis 5. Die ca. 38'000 Gäste feierten friedlich die Künstler auf der Bühne, die in diesem Jahr neu ausgerichtet wurde. Ein Demonstrationsmarsch zog vom Helvetiaplatz via Bahnhofstrasse zum Werdmühleplatz.

### 2013: «All Families Matter»
Im Jahr 2013 stand die Zurich Pride ganz im Zeichen der Familien. Mit dem Motto «All Families Matter!» (zu Deutsch: «alle Familien zählen gleich viel») wollten wir aufzeigen, dass Kinder keine konservativen Familienbilder, sondern liebende Eltern brauchen. Gleichzeitig sollte das Motto darauf hinweisen, dass das heute in der Schweiz noch gültige Adoptionsverbot für homosexuelle Paare völlig unsinnig und keineswegs im Sinne des Kindeswohls ist. Mit dem Dachverband Regenbogenfamilien hatte man den idealen politischen Partner, um diese Botschaft deutlich und mit stichfesten Fakten untermauert zu verbreiten. Während der Pride Week organisierte der Dachverband Regenbogenfamilien eine Fachtagung, an der hochkarätige Wissenschaftler aus der ganzen Welt über das Thema Regenbogenfamilien referierten.
Der Demonstrationsumzug wurde vom frisch gewählten Vorsteher des Zürcher Sicherheitsdepartements Richard Wolff eröffnet. Weiter berichtete Mona Läuchli von ihrem Alltag in einer Regenbogenfamilie. Angeführt wurde der Demonstrationsumzug von Regenbogenfamilien und einem Bimmelzug, auf dem Kinder den zahlreichen Zuschauern vergnügt Süssigkeiten zuwarfen.
Bei sonnigem Wetter wurde anschliessend ausgelassen das Zurich Pride Festival auf dem Turbinenplatz gefeiert. Abgerundet wurde das Festival durch ein flammendes Plädoyer von Nationalrätin Chantal Galladé für sofortige Gleichstellung und einer engagierten Rede des Zürcher Gemeinderatspräsidenten (und damit höchsten Zürchers) und seit Jahrzehnten für LGBT Rechte kämpfenden Martin Abele.

### 2014: «Jetzt erst Recht!»
2014 markierte das 20-Jahr-Jubiläum der CSDs in Zürich. Entsprechend kehrte das Zurich Pride Festival an die Wurzeln seiner Herkunft zurück und breitete sich über das Kasernenareal aus. Die Pride stand unter dem Motto «Jetzt erst Recht!» und prangerte unter anderem die zunehmende Gewalt an Homosexuellen in Osteuropa und Russland an. Am Freitagabend gab sich Conchita Wurst die Ehre, drei seiner Stücke zum Besten zu geben und überdies den «Conchita Wurst Unstoppable Award» aus der Hand von Moderator Kurt Aeschbacher in Empfang zu nehmen. Damit ehrte die Pride das mutige Auftreten des Künstlers am Eurovision Song Contest, der weltweit Interesse fand und die Akzeptanz für Transmenschen förderte.
Am Samstagmittag versammelten sich bei hochsommerlichem Wetter neben Interessensgruppierungen der LGBT-Gemeinde auch zahlreiche Familien auf dem Helvetiaplatz, um den Ansprachen der geladenen Politiker, Hans Fehr und Laurent Seydoux zuzuhören. Anschliessend zog ein fröhlicher Demonstrationsumzug von 12'000 Personen durch die Strassen Zürichs. Die Zürcher Stadtpräsidentin Corine Mauch, der Genfer Ständerat Robert Cramer und der Ausserrhoder Nationalrat Andrea Caroni hielten Reden.
Die offizielle Pride-Party fand im Club Xtra statt. Am Sonntagmorgen konnte man sich im Restaurant Zeughaus auf dem Kasernenareal mit dem alljährlichen HAZ-Frühstück verwöhnen.

### 2015: «Gleichstellung ohne Grenzen»
Aufgrund der Rangierung der Schweiz im letzten Drittel der Rainbow-Map wollte man während der Veranstaltung Zurich Pride Festival 2015 thematisieren, dass es in der Schweiz hinsichtlich der gesetzlichen Grundlagen noch viel zu tun gäbe. Während der Pride Week wurden wiederum vielfältige Veranstaltungen zu Fachthemen und Kultur organisiert, und Gay Sport Zürich öffnete ihre Trainings für Interessierte. Die Credit Suisse stellte ihr LGBT-Ally Programm vor, der Film «Julia» feierte Schweizer Erstaufführung, das Büro für Gleichstellung der Stadt Zürich diskutierte das Thema «Prides zwischen Party und Politik», und ab der Podiumsdiskussion wurde die Förderung von lesbischen, bisexuellen und queeren Frauen besprochen.
Vor dem Demonstrationsumzug sprachen Vertreter der nationalen LGBT-Dachorganisationen, die US-Botschafterin Suzan LeVine und Aline Trede zur Menge. Angeführt wurde der Demonstrationsumzug von Botschaftern aus elf Nationen.
Auf dem Kasernenareal und Zeughaushof wurde das Zurich Pride Festival gefeiert. Nebst den Reden von Daniel Jositsch und Rosmarie Qudranti sprach das US-Model Alex Minsky zu den Festivalbesuchenden. Ebenso war ein Auftritt von Snap! zu sehen, die Hits wie «Rythm is a Dancer» aufführten. Auch 2015 fand die offizielle Wonderworld Pride-Party im Club Xtra statt. Das Festival ging am Sonntag beim alljährlichen HAZ-Brunch, dem ökumenischen Gottesdienst in der Predigerkirche und dem Grill&Chill Rugby-Day der Zurich Rascals zu Ende.

### 2016: «#TeamForLove»
Im Jahr 2016 stand die Zurich Pride unter dem Motto «#TeamForLove». Mit dieser Nachricht soll gezeigt werden, dass die Liebe zweier Menschen im Vordergrund steht – egal, welches Geschlecht die beiden haben. Die Botschaft wurde auch im Wahlkampf gegen die CVP-Initiative gegen die Heiratsstrafe, die neben der Abschaffung der Steuerungleichheit für Ehepaare auch die Ehe zwischen Mann und Frau in die Verfassung schreiben will, genutzt.
Das Zurich Pride Festival fand auf dem Kasernenareal und Zeughaushof vom 10. bis 11. Juni 2016 statt. Am 11. Juni 2016 war der grosse Demonstrationszug durch die Zürcher Innenstadt und die gesamte Zurich Pride Week mit Veranstaltungen rund ums Thema LGBT war vom 3. bis 12. Juni 2016.

### 2017: «No Fear To Be You – Sicherheit für LGBT-Flüchtlinge»
Das Motto im Jahr 2017 lautete «No Fear To Be You – Sicherheit für LGBT-Flüchtlinge». Am Festival nahmen 37'000 Menschen, an der Parade am 10. Juni 2017 19'000 Personen teil.

### 2018: «Same Love – Same Rights»
Das Motto machte darauf aufmerksam, dass homosexuell liebende Menschen in der Schweiz noch immer nicht die gleichen Rechte und Möglichkeiten haben wie Heterosexuelle.

### 2019: «Strong in diversity»
Die Pride feiert in diesem Jahr das 25. Jubiläum sowie 50 Jahre Stonewall. Das Motto lautet «Strong in diversity» und soll die Vielfalt der Menschen feiern.

### 2020: «Bekenne Farbe gegen Hass»
Die Zurich Pride 2020 steht unter dem Motto «Bekenne Farbe gegen Hass». Körperliche und seelische Gewalt, Diskriminierung und Stigmatisierung gehört für die LGBTQIA+ Community zum Alltag. Das Zurich Pride Motto 2020 soll alle Erscheinungsformen von Hass zum Thema machen sowie die Gesellschaft dazu aufrufen, dagegen einzustehen. Wegen der Corona-Pandemie 2020 wurde das Festival und die Demonstration abgesagt. Es gab eine Kampagne zum Motto auf Social Media, Plakaten auf Litfasssäulen sowie Trams und online.

### 2021: «Trau Dich! Ehe für alle jetzt!»
Das Parlament sagte «Ja» zur Ehe für alle, doch konservative Kreise sammelten 50’000 Unterschriften für ein Referendum dagegen. Der Kampf um die Liebe ging weiter.
In der Abstimmung wurde die Ehe für alle mit 64,1 % Ja-Stimmen angenommen.

### 2022: «trans – Vielfalt leben»
Zum ersten Mal in der 27-jährigen Geschichte der Zurich Pride wurde der Fokus auf die rechtliche Situation von trans Menschen gelegt. 40'000 Menschen waren an der Demonstrationen, das war neuer Rekord für die Zurich Pride. Am 1. Januar des Jahres war ein Gesetz in Kraft getreten, welches trans Menschen eine vereinfachte Änderung ihres Namens und Geschlechtseintrags im Personenstandregister ermöglicht. Weiterhin nicht möglich ist jedoch ein Geschlechtseintrag ausserhalb der binären Kategorien ("männlich" und "weiblich").

### 2023: «Lass uns darüber reden»
Die Zurich Pride rief mit dem Motto «Lass uns darüber reden» zum Dialog innerhalb der LGBT-Community auf. Denn wer sich innerhalb der Community umhörte, kam schnell auf das Thema der Zerrissenheit. Das Motto sollte dazu aufrufen, sich gegenseitig zuzuhören, Missverständnisse abzubauen und den Zusammenhalt zu stärken. Dies wurde teilweise kritisiert, da nicht immer klar zwischen Missverständnissen und offener Queerfeindlichkeit unterschieden wird.
An der Demonstration beteiligten sich 55'000 Menschen, womit der Rekord des Vorjahres erneut gebrochen werden konnte.

### 2024: «Frei in jeder Beziehung – seit dreissig Jahren»
Mit ihrem 30-Jährigem Jubiläum feiert die Zurich Pride (früher CSD) in diesem Jahr erneut die LGBTQIA+ Community und die sexuelle Freiheit. Am Freitag war der Auftritt von Nemo um 23 Uhr, nach dem Sieg beim Eurovision Song Contest, der krönende Abschluss vom Festival.
Wie im Nachhinein bekannt wurde, verhaftete die Polizei im Vorfeld der Veranstaltung zwei Jugendliche. Dies, weil laut der Polizei eine «ernst zu nehmender Drohungen gegen die Veranstaltung» von ihnen eingegangen ist. Die Veranstaltung wurden unter erhöhtem Polizeischutz durchgeführt und die Interventionseinheit Skorpion wurde aufgeboten. Rund um den Platz wurden sogenannte Rückhaltevorrichtungen aufgestellt, die das hineinrasen von Autos in Menschenmengen verhindern sollen. Während der Veranstaltung kam es zu Aktionen von rechtsextremen Gruppierungen und sieben Personen wurden verhaftet.

### 2025: «Gemeinsam für unsere Gesundheit»
Die Zurich Pride 2025 soll an den Jahrzehntelangen Kampf gegen AIDS erinnern. Eine Woche vor der Veranstaltung feiert die AIDS-Hilfe-Schweiz bereits ihr 40-Jähriges Jubiläum. Zudem möchten die Veranstalter auf die Diskriminierung von queeren Menschen im Gesundheitssystem aufmerksam machen und dass Personen aus der LGBTQIA+ Community ein erhöhtes Risiko für psychische Erkrankungen haben.
Auch dieses Jahr war die Polizeipräsenz wieder hoch, die Pride verlief jedoch friedlich.

## Organisation
Unter dem Namen Zurich Pride Festival besteht ein Verein im Sinne des Artikel 60 ff.. ZGB mit Sitz in Zürich. Der Verein fördert und fordert die Akzeptanz der LGBTQIA+ Community (Lesbian, Gay, Bisexual, Transgender, Queer, Intersexual, Asexual und weitere sexuelle Ausrichtungen oder Identitäten) in der Öffentlichkeit und im Alltag. Um dies zu erreichen, bezweckt der Verein die Organisation und Durchführung eines jährlich stattfindenden Demonstrationsumzugs in Zürich, eines Festivals sowie die Organisation und/oder Durchführung von Veranstaltungen, welche im Zusammenhang mit dem Zweck stehen. Der Verein erstellt eigene Geschichten aus der LGBTQIA+ Welt für seine Social-Media-Kanäle auf Facebook sowie Instagram. Der Verein ist nicht gewinnorientiert.

## Podcast
Seit März 2020 produziert der Verein den "Zurich Pride Podcast" mit queeren Gästen. Bisher wurden über 130 Folgen produziert und über 450 000 Downloads auf Spotify, Apple Podcasts und Co. erreicht. Themen sind: Sexuelle Orientierungen, Geschlechtsidentitäten, Sexualität, Coming Outs, Fetische, Regenbogenfamilien, Religion sowie Dating. Moderiert wird die Sendung von Alexander Wenger und Jeannine Borer.